# Divock Origi
Divock Okoth Origi (født 18. april 1995 i Oostende, Belgien) er en belgisk fodboldspiller (angriber). Han spiller for A.C. Milan.

## Karriere

### Liverpool F.C.
Den 29. juli 2015 offentliggjorde Liverpool, at de havde skrevet under med Divock Origi for en transfersum på £10 millioner. Origi skrev under på en fireårig kontrakt, men det blev samtidig annonceret, at Lille, der var den klub der netop havde solgt Origi til Liverpool F.C., lånte ham for sæsonen 2014-15.

## International karriere
Origi har (pr. marts 2018) spillet 15 kampe og scoret 3 mål for det belgiske landshold, som han debuterede for 1. juni 2014 i en venskabskamp mod Sverige. Han har også spillet adskillige kampe for de belgiske U-landshold.
Origi var en del af den belgiske trup til VM i 2014 i Brasilien.